# Marko Kartelo
Marko Kartelo (Šibenik, 16. veljače 1981.) hrvatski je nogometni trener i bivši nogometaš. Trenutačno je bez kluba.
Siječnja 2012. arbitražom je raskinuo svoj ugovor sa Šibenikom. Veljače 2012. potpisao je polugodišnji ugovor s izraelskim Hapoelom iz Haife.

## Vanjske poveznice
- Nogometni magazin Mario Kartelo
- HNS Mario Kartelo